# Franciszek Siciński
Franciszek Siciński herbu Prawdzic – miecznik przemyski w latach 1670–1677.
W 1674 roku był elektorem Jana III Sobieskiego z województwa podlaskiego.